# Deixa
Una deixa és un concepte propi del dret de successions, i és una atribució singular d'un o més drets o coses ordenada pel causant, és a dir, per la persona física la mort de la qual obre la successió en tot el seu patrimoni. En l'àmbit del dret de successions, s'han de seguir uns passos abans que la persona beneficiària d'una deixa la pugui incorporar al seu patrimoni. Hi ha la vocació hereditària, la delació, l'acceptació d'herència i, finalment, l'adquisició d'herència.